# That Beautiful Somewhere
That Beautiful Somewhere ist ein kanadisches Mystery-Filmdrama aus dem Jahr 2006. Robert Budreau fungierte als Regisseur, Drehbuchautor und Produzent. Die Hauptrollen verkörperten Roy Dupuis und Jane McGregor.

## Handlung
Der Polizist Conk Adams ist selbstmordgefährdet. Als Pilot tötete er Unschuldige im Bosnienkrieg, was ihn schwer belastet. Als an einem See eine männliche Leiche gefunden wird, untersuchen er und die junge Archäologin Catherine Nyland, eine Expertin für Moorleichen, den Fall. Conks Mutter liegt unheilbar krank im Krankenhaus, sie wird nur durch ein Beatmungsgerät am Leben erhalten. Sie hat Schmerzen und wünscht sich den Tod, doch Conk bringt das zuerst nicht über sich. Schließlich führt er die Tat durch, um seine Mutter zu erlösen. Auch die junge Catherine ist schwerkrank und leidet unter Migräneattacken. Sie und Conk kommen sich in Gesprächen näher. Sie suchen den indianischen Heiler Harold auf, um Näheres über die Todesursache der Moorleiche zu erfahren. Sie vermuten ein Heilungsritual an dem für die indianischen Ureinwohner heiligen und heilenden Ort. 
In Rückblenden in ein früheres Leben sieht sich Catherine als Frau des indianischen Kriegers Red Wind, von dem Conk eine Reinkarnation ist. In diesem früheren Leben bringt er ihre kranke Tochter durch Ertrinken an die Schwelle des Todes, um sie in einem indianischen Ritual zu heilen. Sie erwacht wieder und ist gesund. Danach opfert sich der Indianer selbst als Dank für die Genesung seines Kindes. Er wird später als Moorleiche gefunden. Das gleiche Ritual am See versucht Conk bei Catherine. Nach einer Weile erwacht sie tatsächlich wieder und ist gesund. Conk erschießt sich, auch er ist somit von seinen Gewissensqualen erlöst.

## Kritiken
Susan Walker erwähnte im Entertainment Reporter die Präsenz von Roy Dupuis, der einige Schwachstellen im Film verdecke und die anderen Schauspieler vorteilhafter wirken lasse. („Dupuis's presence obscures some of the flaws in this film, and makes the other actors look better than they otherwise might have appeared.“)      

## Auszeichnungen
That Beautiful Somewhere gewann im Jahr 2007 Preise bei drei Filmfestivals. Das California Independent Film Festival verlieh zwei Slate Awards, nämlich für die beste Kameraführung und den besten ausländischen Film. Das Garden State Film Festival vergab den Preis der Jury für den besten internationalen Kinofilm. Das Park City Film Music Festival zeichnete die beste Originalkinomusik mit der Silver Medal for Excellence aus. 

## Hintergrundinformationen
Das romantische Filmdrama basiert lose auf der Novelle Loon von Bill Plumstead aus dem Jahr 1992. Das Budget betrug 1,5 Millionen CAD. Die vierwöchigen Dreharbeiten fanden vom 7. November bis 10. Dezember 2005 in North Bay und Temagami statt, beides liegt in der Provinz Ontario. Die Nachbearbeitung wurde in Toronto durchgeführt. Der circa 93-minütige Film wurde erstmals am 26. August 2006 beim World Film Festival in Montréal gezeigt. Nachdem er bei verschiedenen Filmfestivals lief, kam er am 20. April 2007 in kanadische Kinos in Toronto, Montreal und Vancouver. 
Die Soundtrackveröffentlichung mit Musik von Steve London erfolgte am 1. Mai 2007. Der Film erschien am 25. September 2007 in Kanada und den USA mit Extras auf DVD.